# Cristian Calderón
Cristian Yonathan „Chicote” Calderón del Real (ur. 24 maja 1997 w Tepic) – meksykański piłkarz występujący na pozycji lewego obrońcy, reprezentant Meksyku, od 2024 roku zawodnik Amériki.